# Église Saint-André de Lyon
Pour les articles homonymes, voir Église Saint-André.
L'église Saint-André est une église située dans le 7e arrondissement de Lyon, dans le quartier de La Guillotière. L'église actuelle a été construite par Tony Desjardins et Paul Desjardins de 1860 à 1901 à l'emplacement d'une ancienne église construite en 1845.

## Description

### Orgues
Source : Inventaire national des Orgues, Les Orgues de Lyon, vol. 1, Lyon, Comp'Act, mai 1992, 452 p. (OCLC 407064926), p. 381-384

#### Présentation générale
Les jeux de l'orgue sont répartis en deux buffets en encorbellement, de style moderne (avec façade de 32 tuyaux), scellés au gros du mur à environ 4 mètres du sol. Le buffet côté Nord contient le Grand Orgue et la Pédale, le buffet côté Sud le Récit.
De plus, deux autres buffets, se font face au sol plus avant dans l'abside, fermés par des portes en sapin.
La console se situe au centre de l'abside, chêne intérieur plaqué loupe d'orme.
Facteur : Michel Merklin & Kuhn (Lyon)
Date de construction : 1935
Dernier relevage connu : 1991 (Merklin, Caluire)
Dernier organiste titulaire connu : Eugénie Rose
État général de l'instrument : Injouable, Projet de restauration à l'étude
Instrument non classé aux Monuments historiques, propriété de la Ville de Lyon.

#### Historique
L'orgue installé dans l'église Saint-André par les facteurs Guetton-Dangon fut en partie dû à la générosité d'une paroissienne. En effet par testament olographe du 20 juin 1886 déposé aux minutes de Maître Chaîne, Madame Veuve Dupoizat avait légué au Curé de la paroisse Saint-André de la Guillotière la somme de cinquante mille francs en le priant de répartir ladite somme comme il aviserait, "d'abord pour faire un orgue dans son église et pour ses écoles congréganistes et encore suivant qu'il voudra(it) pour son église et ses pauvres".
Dans la séance du 5 octobre 1890, le Conseil de Fabrique ne se reconnait pas le droit d'accepter un tel legs qui ne lui a pas été fait directement, mais en avril de l'année suivante "Monsieur le Curé annonce au Conseil que M. le Préfet, par une lettre du 14 avril, invite le Conseil de Fabrique de Saint-André à donner son acceptation pour le bénéfice résultant en sa faveur de l'emploi d'une partie du legs fait à M. le Curé de Saint-André par Mme Dupoizat  d'après la répartition qu'il a faite, savoir : 1° Pour la construction d'un orgue, dix-sept mille cents francs 2° pour l'extinction des dettes de la Fabrique, six mille sept francs".
En ce qui concerne l'orgue, les membres du Conseil de Fabrique approuvent le projet de convention avec Guetton, facteur d'orgues, présenté par M. le Curé.
L'orgue est construit en 1892 et inauguré le jeudi 28 avril par Auguste Convers, organiste de l'église Saint-François  et du Collège Saint-Joseph (collège des Jésuites).
Le premier titulaire de cet instrument fut M. Dulieux, professeur à l'École normale d'instituteurs.
L'orgue installé au sole de l'abside, derrière l'autre, à transmission mécanique, fut relevé en 1919 par les Entreprises Michel Merklin & Kuhn, avec adjonction d'un ventilateur électrique
En août 1932, cette même maison nettoie l'orgue et transforme la Doublette 2 en Quinte 2 2/3
La composition en 1934 (connue par les relevés de Michel Merklin et Kuhn) était la suivante :
Grand Orgue (56 notes) :
Bourdon 16 ; Montre 8 ; Bourdon 8 ; Flûte 8 ; Salicional 8 ; Prestant 4 ; Quinte 2 2/3 ; Trompette 8
Récit (56 notes) :
Flûte harmonique 8 ; Flûte octaviante 4' ; Cor de Nuit 8 ; Gambe 8 ; Voix Céleste 8 ; Trompette 8 ; Basson-Hautbois 8, Voix humaine 8
Pédale (27 notes) :
Soubasse 16 ; Flûte 8 (transmises du Grand Orgue)
(Tir I, II, II/I, Expr. (à bascule), AN GO, AN RE, Trémolo)
Les Entreprises Michel Merklin et Kuhn reconstruisent l'orgue en 1935. Celui-ci comporte provisoirement 14 jeux réels et 4 jeux transmis ou par dédoublement, une commande électrique remplace la commande mécanique et l'orgue est partagé entre deux buffets placés de part à d'autre de l'abside pour dégager les vitraux. 
L'orgue est reçu le 23 septembre 1935 par Henri Nizan organiste et maître de chapelle à Notre-Dame de Boulogne-sur-Seine, René Nizan, organiste concertiste, Mathis, organiste de l'Immaculée Conception et Guy Lambert, organiste de Saint-André
L'orgue avait alors la composition suivante :
Grand Orgue (61 notes) :
Bourdon 16 ; Bourdon 8 (par extension) ; Montre 8 ; Flûte harmonique 8 ; Prestant 4
Récit expr. (61 notes) :
Cor de Nuit 8 ; Gambe 8 ; Voix Céleste 8 ; Flûte douce 4 ; Nasard 2 2/3 ; Flageolet 2 ; Tierce 1 3/5 ; Trompette 8 ; Basson-Hautbois 8
Pédale :
Basse acoustique 32 (transmise) ; Contrebasse 16 ; Flûte 8 (par dédoublement) ; Flûte 4 (idem) Soubasse 16 (transmise) ; Bourdon 8 (transmis)
En 1955, en plus d'un relevage, les Est Michel Merklin & Kuhn ajoutent de nouveaux jeux, dans deux buffets aux sol de part et d'autre
- au Grand Orgue, Flûte douce 4, Doublette 2, Fourniture IV, Cromorne 8, Clairon 4,
- à la pédale, Bombarde 16, Trompette 8, Clairon 4, (par extension).
En 1966, le chœur est modifié : on le surélève de deux marches et la console de l'orgue est alors placée au fond de l'abside.
En 1979, Merklin (Caluire) fait un relevage complet de l'orgue et procède à l'électrification des commandes du sommier du Récit qui étaient pneumatiques.
Le 12 décembre 1987, un incendie endommage le buffet inférieur du Grand Orgue et détruit partiellement le matériel. L'orgue est une nouvelle fois restauré en 1989, puis dernièrement en 1991 (après dégâts des eaux lors du ravalement extérieur de l'église), toujours par la maison Merklin de Caluire.

#### Description de l'instrument

##### Composition actuelle
Grand Orgue (61 notes) :
Bourdon 16 ; Bourdon 8 ; Flûte harmonique 8 ; Montre 8 ; Prestant 4 ; Flûte douce 4 ; Doublette 2 ; Fourniture IV (sur laye des anches) ; Clairon 4 ; Cromorne 8
Récit expr. (61 notes) :
Cor de Nuit 8 ; Gambe 8 ; Voix Céleste 8 ; Flûte harmonique 8 ; Flûte douce 4 ; Nasard 2 2/3 ; Flageolet 2 ; Tierce 1 3/5 ; Trompette harmonique 8 ; Basson-Hautbois 8
Pédale (32 notes) :
Contrebasse 16 ; Soubasse 16(*) ; Bourdon 8 (*) ; Basse acoustique 32 ; Flûte 8 ; Flûte 4 ; Clairon 4 (*) ; Trompette 8 (*) ; Bombarde 16 (*)
(*) par dédoublement
Tir. I, II, II en 16 - II/I en 16, 8 et 4 - II en 16 et 4 - Appel AN I, II, PED - Expr. GO, RE et crescendo
NB. Le projet initial prévoyait encore l'installation de deux autres buffets, similaires à ceux existant, le nombre de jeux envisagés était de 34 mais ce projet n'a pas été réalisé étant donné le coût élevé des plate-formes à ériger et des tuyaux décoratifs.

##### Transmission
Des notes : électrique
Des jeux : électropneumatique

##### Alimentation
Quatre réservoirs. Deux ventilateurs électrique dans les deux sacristies, de chaque côté.

##### Accord
La 440.

##### Acoustique
5 secondes de réverbération

## Historique
Dans les années 1840, Adrien Combalot lotit des terrains qu'il a hérités de  son père, brasseurs à la Guillotière. Il donne en 1845 une parcelle au centre à Jean-Antoine Bermond de Vaulx, son beau-frère, Blaise Remy, Antoine Maulet et Jean-Baptiste Ballet afin d´y ériger une église. L'église est financée par des souscriptions dans un but d´utilité publique. Une première église est construite sur les plans de l’architecte Jean-Baptiste Ballet. L'église n'est pas totalement terminée ; elle est fermée par des briques et des portes de sapin clouées. Le 15 janvier 1846, la paroisse est érigée en succursale de celle de l'église Saint-Louis. Après des débats houleux, la municipalité refuse le rachat de l'église en 1851. En 1854, la commune de la Guillotière est rattachée à celle de Lyon. Le 28 juin 1854, le maire du nouveau 3e arrondissement se saisit de la question par une lettre adressée au préfet ; il signale que la célébration du culte n´est plus possible car la pluie pénètre par vingt trous dans le toit. La population ayant déjà augmenté et étant encore en pleine croissance, il propose de récupérer la place et l´église à titre gratuit, la ville se chargeant alors de mener à bien les projets d´achèvement et d´agrandissements envisagés dès 1848. En 1855, le cours Saint-André (actuelle rue de Marseille) et la rue Chabrol (actuelle rue Sébastien-Gryphe) sont terminés. Ces aménagements empêchent l'agrandissement de l'église.
De nouveaux terrains sont trouvés et en 1857, est lancée une souscription pour reconstruire l'église. L´architecte en chef de la Ville et du diocèse de Lyon, Antoine, dit Tony Desjardins, préconise la démolition et la reconstruction de l´église Saint-André dès 1845. Il est finalement chargé du projet en 1860. Les travaux débutent en février 1861. Dans son projet initial, l'architecte prévoit de garder l´ancien édifice  mais l´alignement des rues a changé et la juxtaposition des deux est jugée inesthétique. Le 1er décembre 1866, l´église commence à être meublée, mais seule une partie du projet initial de Desjardins est alors réalisée en raison du fort endettement de la paroisse. L´ancienne église subsiste et sert d´entrepôt pour les chaises et de couloir pour la nouvelle. Le 3 août 1874, la préfecture accorde une subvention  à la paroisse qui permet de payer les dettes mais pas de poursuivre la construction de l´édifice. Mal entretenue, l'église menace ruine.
L'autorisation de détruire ce qui reste de l'ancienne église est donnée en août 1897. Les travaux de construction de la nef et de la façade actuelle, confiés à Paul Desjardins, commencent en octobre 1897. Le 20 octobre 1901, l'église est inaugurée. Le clocher prévu par Tony Desjardins n'est toutefois pas achevé et a dû être réduit de 10 mètres, la flèche n'étant pas construite,. Du fait de l’exiguïté du terrain sur lequel elle est construite, l'église n'a pas de parvis. 
Le chœur a été réaménagé en 1963-1966 par l´architecte Jean-Gabriel Mortamet et une nouvelle fois dans les années 1990.